# Скорчоса (Кјети)
Скорчоса (итал. Scorciosa) је насеље у Италији у округу Кјети, региону Абруцо.
Према процени из 2011. у насељу је живело 477 становника. Насеље се налази на надморској висини од 230 м.